# 라디오 춘천
라디오 춘천은 KBS춘천 1라디오에서 방송했던 시사교양 프로그램이다.

## 역사
2010년 4월 19일에 첫방송을 시작했으며, 원래는 오후 3시 10분에 방송됐으나, 2011년 1월 3일부터 오후 5시 10분으로 시간대를 이동하여 방송하다가, 2014년 12월 31일 방송을 마지막으로 폐지되었다.

## 역대 방송시간
| 방송 채널       | 방송 기간                          | 방송 시간                  |
| --------------- | ---------------------------------- | -------------------------- |
| KBS춘천 1라디오 | 2010년 4월 19일 ~ 2010년 12월 31일 | 평일 오후 3:10 ~ 오후 3:58 |
| KBS춘천 1라디오 | 2011년 1월 3일 ~ 2014년 12월 31일  | 평일 오후 5:10 ~ 오후 5:58 |

## 역대 진행자
- 2010년 4월 19일 ~ 2011년 11월 4일 : 국은주 PD
- 2011년 11월 7일 ~ 2013년 4월 5일 : 이슬기 아나운서
- 2013년 4월 8일 ~ 2013년 10월 25일 : 윤석황 아나운서
- 2013년 10월 28일 ~ 2014년 4월 4일 : 박서정 아나운서
- 2014년 4월 7일 ~ 2014년 12월 31일 : 김서련 아나운서